# James A. McClure
James Albertus McClure, né le 27 décembre 1924 et mort le  26 février 2011 est un avocat et homme politique américain de l'État de l'Idaho, qui est sénateur républicain pendant trois mandats.

## Jeunesse
McClure fréquente les écoles publiques de Payette et s'engage dans la marine américaine à l'âge de 18 ans pendant la Seconde Guerre mondiale, servant de 1942 à 1946. McClure est diplômé du programme de la marine à l'Université de l'Idaho-Southern Branch (aujourd'hui Université d'État de l'Idaho) à Pocatello en 1943. Après sa libération de la marine, il entre à la faculté de droit de l'université de l'Idaho et obtient son diplôme en 1950.

## Carrière
De 1950 à 1956, il occupe le poste de procureur du comté de Payette ; il est également procureur de la ville de Payette de 1953 à 1966. Pendant cette période, il est également membre du Sénat de l'État de l'Idaho, de 1961 à 1966,.
Lors des élections de 1966, McClure se présente à la Chambre des représentants des États-Unis dans le premier district du Congrès de l'Idaho. Il remporte la course, battant le député sortant Compton I. White, Jr. et est réélu en 1968 et 1970,.

### Sénat des États-Unis
M. McClure se présente au Sénat des États-Unis en 1972 pour le siège vacant (classe II), à la suite de la retraite de Leonard B. Jordan. Lors de l'élection générale, il bat le candidat démocrate, William E. Davis (en), président de l'université d'État de l'Idaho. M. McClure est réélu par de larges marges en 1978 et 1984. 
En 1981, McClure se joint à ses collègues républicains Jesse Helms de Caroline du Nord et Steve Symms, sénateur de l'Idaho, dans une lutte infructueuse pour revenir à l'obligation d'achat pour participer au programme de coupons alimentaires. Helms cite une étude du Congressional Budget Office qui montre que 75 % de l'augmentation de l'utilisation des bons d'alimentation s'est produite depuis l'abandon de l'obligation d'achat en 1977. Les sénateurs votent par 33 voix contre 66 contre la position de Helms-McClure. « Il est évident que la majorité du Sénat ne se soucie pas vraiment de limiter la croissance du programme de coupons alimentaires », déclare McClure,.
En 1984, McClure se porte candidat au poste de chef de la majorité du Sénat, mais il est battu par le sénateur Bob Dole du Kansas, qui, trois ans plus tôt, a mené l'opposition intra-partisane à la position Helms-McClure sur le rétablissement de l'obligation d'achat pour les bons d'alimentation,.
Au cours de ses 18 années au Sénat, McClure est président du comité sur l'énergie et les ressources naturelles de 1981 à 1987. À ce titre, McClure se révèle être un partisan précoce des voitures électriques et de l'indépendance énergétique. Il préside également le groupe républicain au Sénat des États-Unis de 1981 à 1985.

### Retraite
À 65 ans, McClure refuse de se présenter pour un quatrième mandat en 1990. Après avoir quitté le Sénat, McClure devient consultant minier et lobbyiste à Washington, D.C., fondant le cabinet McClure, Gerard, & Neuenschwander. 
En octobre 1995, le nouveau siège du College of Mines and Earth Resources de l'université de l'Idaho est inauguré sous le nom de James A. McClure Hall,,. Le 12 décembre 2001, le Federal Building and U.S. Courthouse de Boise est renommé en l'honneur de McClure.

## Vie privée
En décembre 2008, M. McClure, âgé de 83 ans, subit un accident vasculaire cérébral et est envoyé à l'unité de soins intensifs du centre médical régional Saint Alphonsus de Boise. Bien que l'on s'attend initialement à ce qu'il se rétablisse, M. McClure décède à l'âge de 86 ans le 26 février 2011,,.